# Морелос
Морелос (исп. Morelos [moˈɾelos]); официальное название Свободный и Суверенный Штат Морелос (Estado Libre y Soberano de Morelos) — штат в Мексике.
Территория штата Морелос составляет 4'941 км², что делает его вторым из самых маленьких штатов Мексики. Морелос граничит со штатом Мехико на северо-востоке и северо-западе, с самим городом Мехико на севере, штатом Пуэбла на востоке и Герреро на юго-западе.
По переписи 2010 года численность населения штата была 1'777'227 человек.
Штат был назван в честь Хосе Мария Морелос, героя войны за независимость. Морелос всегда славился своей революционерской активностью в истории Мексики, поэтому часто становился очагом восстаний против произвола властей. Штат Морелос являлся центром мексиканской революции и родиной мексиканского революционера Эмилиана Сапаты. Также на территории штата существует городок, названный в честь него.

## Этимология
Штат назван в честь героя войны за независимость Мексики Хосе Мария Морелоса (исп. José María Teclo Morelos y Pavón, 1765—1815).

## География
Штат находится на высотах от 1000 и 3300 м над у.м. и имеет очень разнообразный рельеф: 42 % составляют горы, 16 % — холмы, и 42 % — равнины. Высоты понижаются с севера на юг. Территория штата находится в зоне главных мексиканских хребтов — Трансмексиканский вулканический пояс на севере и востоке и Южная Сьерра Мадре (Sierra Madre del Sur). Величественные горные пики Сьерра Ахуско (Sierra Ajusco) на севере штата отделяет Морелос от соседней Долины Мехико.
В Морелосе существует пять видов климата: холодный, полу-холодный с летними дождями, прохладный с летними дождями, полутёплый с летними дождями и жаркий, тоже с летними дождями. Есть три климатических района: Сьерра Альта (север), Пьедмонте (север и центральная часть) и Лос Валлес (юг). Среднегодовые температуры +25 °C, и с дождливым сезоном с мая по сентябрь.
Штат в высокогорной части принадлежит бассейну реки Бальсас (Balsas), который заканчивается на севере страны в областях ограниченных Сьерра Ахуско-Чичинауцин (Sierra Ajusco-Chichinautzin) и вулканом Попокатепетль (Popocatépetl).
Главными реками штата являются: Амакусак (Amacuzac), Куаутла (Cuautla), Йаутепек-Херусален (Yautepec-Jerusalén), Апатлако (Apatlaco), Тембембе-Мехикапа (Río Tembembe-Mexicapa), Сан Мигель Чальма (San Miguel Chalma), Саладо (Río Salado), Эль Сабино-Колотепек (El Sabino-Colotepec), Техальтепек (Tejaltepec), Тепальсинго (Tepalcingo), Рио Гранде (Río Grande) и Агуа Дульсе (Agua Dulce).
Основными озёрами штата являются: Текискитенанго (Tequesquitengo), Эль Родео (El Rodeo), Коатетелько (Coatetelco) и Семпоала (Zempoala).

## История

### Доиспанский период
Свидетельства о первых человеческих обитателях в местах, где расположен современный штат Морелос, датируются 6000 до н. э. Здесь обитали кочевые народы охотников и собирателей в таких районах, как Йаутепек (Yautepec) и Чималакатан (Chimalacatan).
Примерно в 1500 до н. э. в Тамоачане (Tamoachán) появляются поселения оседлых крестьян. Другие находки ранних поселенцев здешних мест включают глиняные кувшины и фигурки в Гаулупите (Gaulupita) — в окрестностях Куэрнаваки и три кургана в Санта Мария Ауакактитлане (Santa María Ahuacactitlán), которые, вероятно, являются остатками домов.
Самая ранняя идентифицированная культура являлась культурой ольмеков, которая была доминирующей с 200 до н. э. до 500 н. э. Доказательства этой культуры находятся в горах Кантера (Cantera), а также глиняные фигурки.
После ольмекского периода, область была захвачена несколькими волнами миграций из долины Мехико с севера. Тольтеками в 603 г. было основано поселение Масатепек (Mazatepec). Вторая волна тольтеков основала город-государство Шочикалько (Xochicalco) («город цветов»). Влияние Теотиуакана (Teotihuacan) прослеживается в постройке храма, посвящённого богу Кецалькоатлю (Quetzalcoatl). По мнению некоторых историков, именно здесь родился культ этого бога (считается «отцом всей цивилизации»). Также прослеживается влияние майя, миштеков и сапотеков. Последняя волна тольтеков пришла в 12 в. Было две группы этой волны. Первые — шочимильки (Xochimilcas) поселились в таких местах, как Тетела (Tetela), Уэйяпан (Hueyapan) Тепостлан (Tepoztlán) и Хумильтепек (Xumiltepec).
Вскоре пришли тлауики (Tlahuicas), и в 1250 г. поселились вокруг Куэрнаваки. Тлауики считаются ответвлением тольтеков-чичимеков группы ацтекских народов, которые заняли область с 7 в. Они, в конечном итоге стали доминирующим народом в области. В пределах тлауиков было около полусотни небольших городов-государств, во главе которых стояли наследственные правители (tlatoani). Каждый город-государство состоял из центрального града с храмом, площадью и дворцом, а окружали эти объекты деревни и сёла. Крупнейшими были Куаунауак (Cuauhnáhuac) — сейчас Куэрнавака и Уаштепек (Huaxtepec) — сейчас — Oaxtepec. Тлауики имели глубокие познания в астрономии и сельском хозяйстве. Особенно преуспели они в выращивании хлопка, мелиорации и ирригации. Женщины занимались прядением и ткачеством. Их произведения — полотна ткани были средством обмена и служили для уплаты дани.
Мешики или ацтеки начали прибывать в этот район ещё в 1398, однако, усилия для доминирования здесь они стали проявлять в 1420-х. В 1420-30-х гг. Куэрнавака и Хиутепек (Jiutepec) были завоёваны тлатоани ацтеков Ицкоатлем (Itzcōhuātl).
В середине века на территории штата происходили войны ацтеков. Включение области в состав империи ацтеков было предрешено браком ацтекского императора Уицилиуитля (Huitzilihuitl) на Миауашиуитль (Miahuaxochitl) — дочери повелителя Куэрнаваки. В результате этого брака родился будущий великий император Мехико Монтесума I.
Этим завоёванным областям было разрешено сохранить свои местные политические структуры до тех пор, пока исправно платили дань, в основном хлопком. Территория была разделена на две провинции — Куэрнавака и Уаштепек. Монтесума наследовал Ицкоатлю, и согласно традиции основал ботанический сад и курорт в районе Ахуско (Ajusco), где любил отдыхать. Мешики построили большое количество фортификационных сооружений повсюду в области, самые известные из которых — Эль Собрерито (El Sobrerito) и Тлатоани (Tlatoani) около Тлаякапана (Tlayacapan); пирамида Тепостеко (Tepozteco (Tepoztlán). На начало 16 в. численность населения составляла: 218 000 человек. Самыми населёнными городами-государствами были Куэрнавака и Уаштепек.

### Испанский период
В начале 1520-х испанцы под командованием конкистадора Э. Кортеса (Hernán Cortés) прибыли в центральные районы Мексики. После поражения Кортеса в Теночтитлане в 1520 (события «Ночи Печали») и ухода в Тлахакалу (Tlaxacala), он послал экспедицию в Куэрнаваку.
Одними из первых, кто принял власть испанцев, были мешики Окуитуко (Ocuituco). После падения Теночтитлана, в 1521 испанцы, во главе с Г. де Сандовалем (Gonzalo de Sandoval), вернулись в Куэрнаваку, чтобы покорить тлауиков. Однако, первая попытка не удалась. Во время второй попытки, сначала были взяты Яутепек, Уаштепек и Хиутепек, и после ожесточённой битвы, наконец, был взят город. Сандоваль, пять лет спустя, основал дворец Кортеса. В 1529 Кортесу был пожалован титул маркиза Долины Оахаки, что дало ему контроль над 4 000 км² территории окрестностей Куэрнаваки, где было около 80 общин, 8 асьенд (усадеб) и две сахарные плантации. Эти земли находились в собственности семьи Кортесов вплоть до 1809, когда правительство Испании конфисковало земли маркиза.
В 1529 сюда прибыли монахи францисканцы для проведения евангелизации местного туземного населения. Жестокое обращение со стороны колонистов и болезни, принесённые европейцами, приводили к скорой смерти индейцев, которых заменяли на ввозимых африканских чёрных рабов. Морелос в колониальный период был важным связующим звеном, соединявшим столицу с южными провинциями. В колониальный период произошло смещение в производстве от хлопка к сахарному тростнику, а для переработки последнего был построен ряд заводов.
Тяжёлые условия на сахарных плантациях привели к призыву в 1810 отца М. Идальго (Miguel Hidalgo) взять в руки оружие, который нашёл отклик в среде индейцев и метисов провинции. Первое восстание вспыхнуло в 1811 и имело в начале некоторые успехи. Первым лидером повстанцев в провинции был Ф. Айяла (Francisco Ayala). После казни Идальго знамя борьбы поднял Х. М. Морелос (José María Morelos y Pavon), к которому присоединился М. Матаморос (Mariano Matamoros) из Хантетелько (Jantetelco). В 1812 повстанцы взяли под свой контроль город Куаутлу (Cuautla), а войска роялистов взяли его в осаду. Морелос и его люди продержались 58 дней. В конечном счёте, Морелос был схвачен властями и казнён в 1815.

### Период независимости
После обретения Мексикой независимости в 1821 район современного штата Морелос был округом Куэрнавака и входил в состав штата Мехико, созданного в 1824. Административная единица меняла свой статус от штата к департаменту и обратно, в зависимости от того, кто пришёл к власти в стране — либералы-федералисты или консерваторы-централисты. Куэрнавака в 1834 получила статус города.
Во время американо-мексиканской войны этот город был взят американцами под командованием генерала Дж. Кэдуолэдера (George Cadwalader).
Очередное восстание, которое происходило в области, было против президента А. Л. де Санта-Анны (Antonio López de Santa Anna) в 1854. Восстание вспыхнуло в Куаутле, на что Санта-Анна ответил сожжением нескольких деревень. Тем не менее, Санта-Анна проиграл, и президентом стал Х. Альварес (Juan Álvarez). Альварес перенес столицу страны в Куэрнаваку, а вслед за ним переехали и многие иностранные представительства.
В 1857, когда была принята новая федеральная конституция Мексики, Альварес ушёл в отставку, и Мехико, снова стал столицей страны. Новая конституция, однако, не остановила боевые действия между консерваторами и либералами, которые обострились в Войне за Реформу в 1858-1861 гг. Куэрнавака была оплотом консерваторов, в то время, как Куаутла была бастионом либералов. Более, чем где бы то ни было, здесь расцветала анархия. Бандиты терроризировали регион, сжигая и разрушая асьенды. Война закончилась 11. января 1861, когда Б. Хуарес (Benito Juárez) взял под контроль Мехико.
Разделение между либеральными и консервативными частями в регионе продолжалось и во время французской интервенции в Мексику. Когда французская армия вторглась в страну, Ф. Лейва (Francisco Leyva) поднял армию в Куэрнаваке, чтобы сражаться в битве при Пуэбле 5. мая 1862. Несмотря на героические усилия в тот день, французам удалось получить контроль над страной и провозгласить Максимилиана I Габсбурга императором Мексики. Его Величество выбрал Jardin Borda в Куэрнаваке в качестве своей летней резиденции. Император улучшил дорогу между Мехико и Куэрнавакой и устроил телеграф в 1866.
Тем не менее, сопротивление французам было в полном разгаре. С 1. января 1867 республиканские войска под командованием Ф. Лейвы, И. Фигероа (Ignacio Figueroa) и И. М. Альтамирано (Ignacio Manuel Altamirano) началась восьмидневная осада Куэрнаваки. Вскоре после этого французы были изгнаны из страны, а император Максимилиан свергнут и казнён.
Президент Мексики Б. Хуарес (Benito Juárez) 21. сентября 1868 издал указ о выделении территории из штата Мехико и создания нового штата, который был назван Морелос. Первым губернатором стал Ф. Лейва (Francisco Leyva Arciniegas). В 1870 была принята первая конституция штата. Существовавшие пограничные споры между новым штатом со штатом Мехико и Федеральным Округом, были разрешены в 1890-х.
С 1870 по 1875 были увеличены телеграфные линии. Были предприняты попытки по улучшению качества образования, однако, из-за ограниченности средств, они не увенчались особым успехом. В конце 19 в. были построены новые дороги, в том числе построено шоссе между Толукой и Куэрнавакой. Были построены новые железнодорожные линии, которые соединили штат с Мехико и побережьем Тихого океана. В мае 11. 1874 столица штата была перенесена в Куаутлу, однако, 1.января 1876 была возвращена в Куэрнаваку. В 1894 была организована епархия Куэрнавака. Во времена после достижения независимости сахарная промышленность продолжала процветать, что сделало Морелос одним из богатых частей Мексики. Однако, большая часть населения продолжала жить в бедности и нищете. Во время президентства П. Диаса (Porfirio Díaz), т. н. «порфириата» в конце 19 в. плантации получили значительную модернизацию (паровые мельницы, центробежные экстракторы). Это привело к вытеснению более мелких производителей. Это также приводило к ещё более широкому разрыву между работниками и собственниками. Процветающие землевладельцы всё больше отбирали земли у метисов и индейцев. В период с 1884 по 1905 с карты Морелоса, из-за разрастания асьенд, исчезли восемнадцать городков.
Эта ситуация дала повод для революции — Мексиканской революции, которую возглавил уроженец Морелоса Э. Сапата (Emiliano Zapata). Некоторые из первых вспышек насилия произошли в Куэрнаваке в 1910. Штат прочно находился в руках Сапаты вплоть до его смерти в 1919.
После революции история штата централизовалась вокруг проблем развития и преступности. В 1927 к власти в штате пришла право-социалистическая Институционно-революционная партия (PRI), кандидат от которой А. Пуэнте (Ambrosio Puente) был избран губернатором. В 1920-30-х гг. были проблемы с бандитами на шоссейных и железных дорогах. В 1936 был построен хайвэй Буэнависта-Тепоцтлан. Открытие нового шоссе привело к закрытию ряда железнодорожных линий, включая Мехико-Куэрнавака-Игуала в 1963. Ещё с ацтекских времён эта область была любимым местом отдых из-за благоприятного климата и бьющих ключей. Это в 20в. стимулировало строительный бум. Особенно разрослась и благоустроилась Куэрнавака.
Основной проблемой в конце 1990 — начале 2000-х гг. были похищения людей с целью выкупа. Волна этих преступлений привела к снижению уровня инвестиций в экономику штата с 245 млн долларов в 1999 до 102 млн. — в 2002. Также остро стояла проблема наркоторговли. Штат оставался одним из самых опасных в стране, несмотря на маленькие территорию и население. Больше всего преступлений происходило в Куэрнаваке. В политическом плане монополия социалистов, при которой с 1927 у власти находились губернаторы партии PRI, была нарушена в 2000, когда губернатором был избран кандидат от консервативной партии Национального Действия (PAN) С. А. Эстрада (Sergio Alberto Estrada Cajigal Ramírez). То же произошло и в 2006, когда был избран М. А. Адаме (Marco Antonio Adame Castillo).

## Население
На территории Морелоса испокон веков проживали носители языка нахуатль — потомки древних ацтеков, однако в сейчас в штате язык сохраняется как живой лишь в городках Хуэяпан, Куэтепек и Куаутла, где сохранился особый диалект языка нахуатль. Основная масса населения общается на испанском.

## Административное деление
В административном отношении делится на 33 муниципалитетов:
| INEGI код | Муниципалитеты (русск.) | Муниципалитеты (ориг.) |
| --------- | ----------------------- | ---------------------- |
| 001       | Амакусак                | (Amacuzac)             |
| 002       | Атлатлаукан             | (Atlatlahucan)         |
| 003       | Ахочьяпан               | (Axochiapan)           |
| 004       | Аяла                    | (Ciudad Ayala)         |
| 005       | Коатлан-дель-Рио        | (Coatlán del Río)      |
| 006       | Куаутла                 | (Cuautla)              |
| 007       | Куэрнавака              | (Cuernavaca)           |
| 008       | Эмилиано-Сапата         | (Emiliano Zapata)      |
| 009       | Уицилак                 | (Huitzilac)            |
| 010       | Хантетелько             | (Jantetelco)           |
| 011       | Хьютепек                | (Jiutepec)             |
| 012       | Хохутла                 | (Jojutla)              |
| 013       | Хонакатепек             | (Jonacatepec)          |
| 014       | Масатепек               | (Mazatepec)            |
| 015       | Мьякатлан               | (Miacatlan)            |
| 016       | Окуйтуко                | (Ocuituco)             |
| 017       | Пуэнте-де-Истла         | (Puente de Ixtla)      |
| 018       | Темиско                 | (Temixco)              |
| 019       | Тепальсинго             | (Tepalcingo)           |
| 020       | Тепостлан               | (Tepoztlán)            |
| 021       | Тетекала                | (Tetecala)             |
| 022       | Тетела-дель-Волькан     | (Tetela del Volcán)    |
| 023       | Тлальнепантла           | (Tlalnepantla)         |
| 024       | Тлальтисапан            | (Tlaltizapan)          |
| 025       | Тлакильтенанго          | (Tlaquiltenango)       |
| 026       | Тлайякапан              | (Tlayacapan)           |
| 027       | Тотолапан               | (Totolapan)            |
| 028       | Хочитепек               | (Xochitepec)           |
| 029       | Яутепек                 | (Yautepec)             |
| 030       | Екапистла               | (Yecapixtla)           |
| 031       | Сакатепек               | (Zacatepec de Hidalgo) |
| 032       | Сакуальпан              | (Zacualpan de Amilpas) |
| 033       | Темоак                  | (Temoac)               |

## Экономика
Основа экономики штата — сельское хозяйство и туризм. С 1960-х экономика переходит от сельского хозяйства к промышленности и торговле. Тем не менее, имеется ещё ряд муниципалитетов, которые по-прежнему почти полностью зависят от сельхозпроизводства. С 1980-х аграрный сектор экономики Морелоса неуклонно сокращается, однако, остаётся важной частью хозяйства. Чуть менее 20 % трудоспособного населения занято в этом секторе, и занимаются сельским хозяйством, скотоводством, рыболовством и в лесном хозяйстве. Сахарный тростник и рис были основными товарными продуктами штата до 1970-х. Их стал заменять сорго, хотя производство и риса, и сахара не остановилось. Также выращиваются овощи и фрукты, кукуруза, бобы, арахис. Большое значение имеет культивирование цветов. Существует большое поголовье крупного рогатого скота, свиней, лошадей и домашней птицы. На озёрах ведётся рыболовство. 29 % ВВП штата приходится на промышленность и строительство, и занято здесь 27 % трудоспособного населения. Одной из важных отраслей промышленного производства является пищевая промышленность. Также производятся автомобили, автозапчасти, текстиль, лекарства, изделия из металла, керамики. Торговля, транспорт услуги и туризм составляют 59 % ВВП, и в них занято чуть более 50 % трудоспособного населения. В штате имеется густая сеть транспортных коммуникаций. В Куэрнаваке имеется современный аэропорт.

## Преступность
Уровень преступности в штате был наиболее высоким в Мексике по состоянию на 2010-е гг.

## Герб
Герб штата представляет собой щит с серебряной каймой, на которой начертаны слова революционера Э. Сапаты (Emiliano Zapata): «La tierra es de quienes la trabajan con sus manos», что означает: «Земля принадлежит тому, кто на ней трудится своими руками». В центральной части герба в естественных цветах изображён стебель кукурузы на холме. Над ним пятиконечная звезда, а между ними лента с девизом «Земля и свобода». Всё это изображение символизирует, революционные идеалы, свободу, труд, мир и добродетели. Штат Морелос не имеет официально утверждённого флага. Часто используется белое полотнище с изображением герба в центре.